# Viktoria Pinther
Viktoria Pinther (Bécs, 1998. október 16. –) osztrák női válogatott labdarúgó, a német Bayer Leverkusen együttesének középpályása.

## Pályafutása

### A válogatottban
Részt vett a 2014-es U17-es Európa-bajnokságon és a 2016-ban rendezett U19-es kontinensviadalon. 2017. március 1-én kapta első behívóját a felnőttek csapatába és a Dél-Korea elleni barátságos mérkőzés 85. percében Nicole Billa cseréjeként léphetett pályára. A 2017-es Eb-n négy meccsen szerepelt.

## Sikerei, díjai

### Klubcsapatokban
Osztrák bajnok (3):
- SKN St. Pölten (3): 2015–16, 2016–17, 2017–18

 Osztrák kupagyőztes (3): 
- SKN St. Pölten (3): 2015–16, 2016–17, 2017–18